# Samdannelse
En samdannelse er et ord skabt ved afledning og sammensætning på én gang.
Et dansk eksempel er ordet rødhåret der er sammensat af tillægsordet rød og navneordet hår der er afledet til det ikke-eksisterende tillægsord håret.
Ordet "samdannelse" er fra Paul Diderichsens Elementær Dansk Grammatik,
og termen er blevet en anbefalet sproglig betegnelse.